# .sh
.shは国別コードトップレベルドメイン（ccTLD）の一つで、イギリスの海外領土・セントヘレナに割り当てられている。
国際化ドメイン名の登録も認められている。

## 第二レベルドメイン
以下の7種類の第二レベルドメインがある。
- co.sh: 商業組織
- com.sh: 商業組織
- org.sh: 非営利組織
- gov.sh: 政府機関
- edu.sh: 教育機関
- net.sh: インターネットサービスプロバイダ
- nom.sh: セントヘレナ以外のサイト